# Finnmark megye
Finnmark (számiul Finnmárkku; finnül: Ruija) megye (norvégül fylke) Norvégiában, az északi Észak-Norvégia három megyéje közül a legészakibb fekvésű.
Korábbi neve Vardøhus amt.
Délnyugati szomszédja Troms megye, déli Finnország Lappföld tartománya és keletre helyezkedik el tőle az oroszországi Murmanszki terület. A megyétől északnyugatra az atlanti-óceáni Norvég-tenger, északra és északkeletre a Barents-tenger hullámzik.
Finnmark része a négy országra kiterjedő Lappföldnek. Norvégia legnagyobb és legritkábban lakott megyéje.

## Földrajz

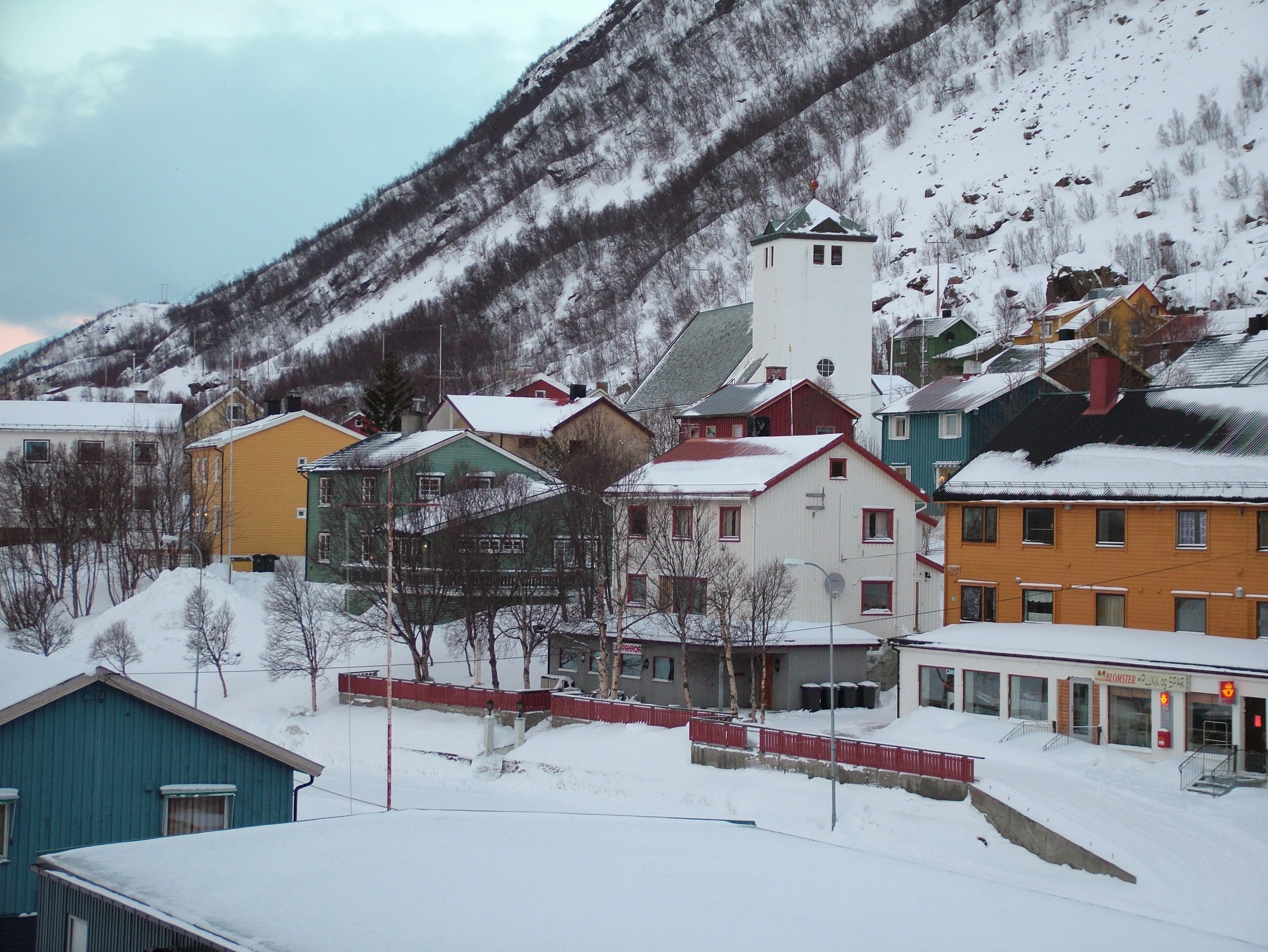
Øksfjord Loppa községben, Finnmark nyugati partján

Finnmark Norvégia legészakibb és legkeletibb megyéje (a még északabbra fekvő Svalbard szigetcsoportot nem tekintik megyének). Egyben az ország legnagyobb megyéje is: területe nagyobb, mint egész Dánia. Lakossága azonban csak mintegy 73 000 fő, ez a legalacsonyabb az ország megyéi közül.
A Nordkapp községben, Magerøya szigetén található Knivskjelloddent az európai kontinens legészakibb pontjaként tartják számon. Vardø Norvégia és Nyugat-Európa legészakibb városa (bár valójában Isztambulnál is keletibb szélességi fokon fekszik).
A megye partjait nagy fjordok szabdalják, amelyek szoros értelemben nem igaz fjordok, mert nem gleccserek alakították ki őket.
Finnmark északi partjain él Norvégia legnagyobb madárkolóniái közül több: a legnagyobbak a Hjelmsøystauran Måsøy községben és a Gjesværstappan Nordkapp községben.

## Önkormányzat és közigazgatás

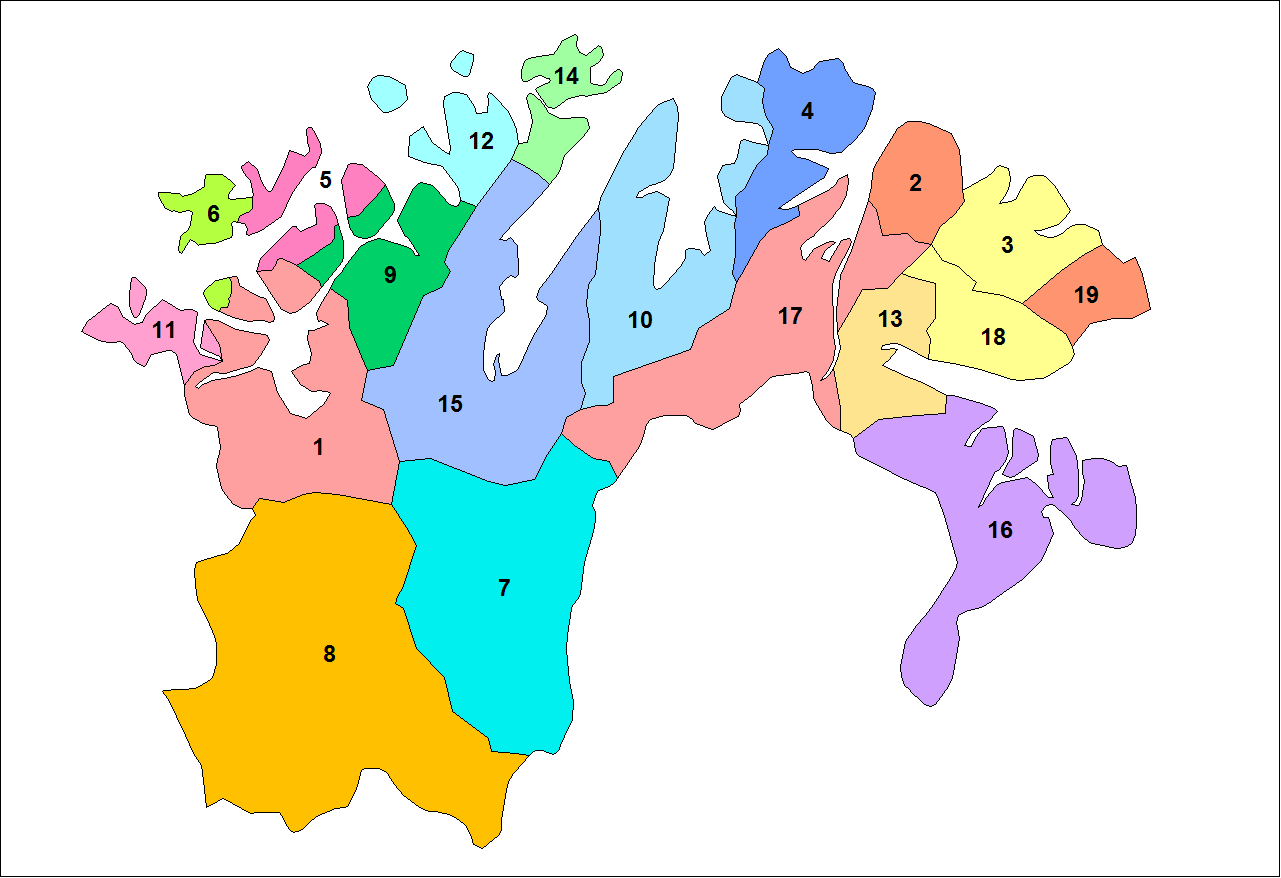
Finnmark megye községei

Finnmark megye a következő községeket foglalja magába:
1. Alta
2. Berlevåg
3. Båtsfjord
4. Gamvik
5. Hammerfest
6. Hasvik
7. Karasjok
8. Kautokeino
9. Kvalsund
10. Lebesby
11. Loppa
12. Måsøy
13. Nesseby
14. Nordkapp
15. Porsanger
16. Sør-Varanger
17. Tana
18. Vadsø
19. Vardø

Finnmark megye jelentősebb települései (városai): zárójelben a városi rang megítélése és a 2023. évi lakosságszám. A közigazgatásilag a településekhez tartozó, úgynevezett községi szintű területi egység (kommune), a kisebb falukkal együtt számolt népesség száma valamivel magasabb az alábbiakban megadottnál.
- Alta (várossá nyilvánítás éve: 1999; a város lakosainak száma: 15,931)
- Kirkenes (várossá nyilvánítás éve: 1998; a város lakosainak száma: 3,404)
- Honningsvåg (várossá nyilvánítás éve: 1996; a város lakosainak száma: 2,245)
- Vadsø (várossá nyilvánítás éve: 1833; a város lakosainak száma: 4,654)
- Hammerfest  (várossá nyilvánítás éve: 1789; a város lakosainak száma: 7,882)
- Vardø (várossá nyilvánítás éve: 1789; a város lakosainak száma: 1,727 )

## Külső hivatkozások
- Hivatalos honlap